# Clémentine Autain
Clémentine Autain (Saint-Cloud, 26 mei 1973) is een Frans politicus, feminist en journalist en is lid van de linkse partij L'Après. Sinds 2017 is ze lid van de Nationale Vergadering.

## Biografie

### Familie en jeugd
Clémentine Autain werd geboren als de dochter van actrice Dominique Laffin en de zanger Yvan Dautin (artiestennaam van Yvan Autin). Via haar moeder is ze ook de kleindochter van André Laffin, een van de oprichters van het eerste Front national. Toen Autain twaalf jaar oud was pleegde haar moeder zelfmoord en op achttienjarige leeftijd verliet ze het ouderlijk huis. Ze studeerde geschiedenis aan de Universiteit van Vincennes Saint-Denis en schreef haar masterscriptie over de Mouvement de Libération des Femmes in het koloniale Algerije. Tijdens haar studie sloot ze zich aan bij een vereniging van communistische studenten. In 1997 richtte ze samen met een paar vrienden een feministische groepering op.

### Start politieke carrière
In 2001 werd ze door de Franse Communistische Partij benaderd om deel te nemen aan de parlementsverkiezingen van dat jaar voor het 17e arrondissement van Parijs. Na haar verloren verkiezing benaderde de Parijse burgemeester Bertrand Delanoë haar voor de post van locoburgemeester. In 2004 voerde Autain campagne tegen de Europese Grondwet. Ze was in 2012 de initiatiefnemer van het manifest "Je déclare avoir été violée" ("Ik verklaar dat ik verkracht ben") om het taboe rondom verkrachting te doorbreken.
Ze raakte vervolgens betrokken bij de vorming van de Front de gauche en steunde in 2012 de presidentskandidatuur van Jean-Luc Mélenchon. Het jaar daarop was Autain betrokken bij de vorming van de partij Ensemble! In 2014 deed ze een gooi naar het burgemeesterschap van Sevran, maar verloor ze van de zittende burgemeester. Ze werd wel verkozen in de gemeenteraad.

### Parlementariër
In 2017 stond ze namens de partij La France insoumise kandidaat voor het 11e kiesdistrict van Seine-Saint-Denis voor de parlementsverkiezingen van dat jaar. In de tweede ronde werd ze verkozen en behaalde ze een totaal van 59,52% van de stemmen. Bij de volgende verkiezingen in 2022 werd ze herkozen. Later dat jaar had ze wel kritiek op de leiding van haar partij naar aanleiding van de interne benoeming van Manuel Bompard tot partijvoorzitter.
In aanloop naar de Europese verkiezingen van 2024 uitte Autain openlijk kritiek op de koers van de partij, waarna Mélenchon haar betichtte van "sabotage". Bij de parlementsverkiezingen die kort na de Europese verkiezingen volgden werd Autain al in de eerste ronde herkozen met 62,65% van de stemmen. Een dag na de tweede ronde van de verkiezingen verliet Autain LFI en riep ze samen met onder andere François Ruffin de Communistische Partij en Les Écologistes op om een nieuwe politieke alliantie te vormen.

## Boeken
- 2021 - Pouvoir vivre en Île-de-France, Seuil, ISBN 9782021484212
- 2025 - L'avenir, c'est l'esprit public, Seuil, ISBN 9782021546682